# E-Dubble
Evan Sewell Wallace (født d. 1. november 1982, død d. 13. februar 2017), bedst kendt under sit kunstnernavn E-Dubble, var en amerikansk rapper.

## Baggrund
Wallace blev født og voksede op i udkanten af Philadelphia. Det var imens han gik på St. Mary's College of Maryland at han begyndte at først lave musik, dog bare for sjov med sine venner.
Han fik kælenavnet 'den syv fod høje rapper', da han havde en højde på ca. 210 cm.

## Karriere
E-Dubble udgav sin først mixtape, kaldet Straight Outta St. Mary's den 12. april 2006.
E-Dubble flyttede i 2008 til Baltimore, hvor han var med til at danne rapgruppen Young English. Sammen med gruppen købte E-Dubble et gammelt lager, som de ombyggede til et studio til at optage musik. Han dannede her sit eget pladeselskab kalder Black Paisley Records. Han udgav sit første album Hip-Hop is Good i oktober 2009. E-Dubble opretterede sin YouTube-kanal i august 2010.
Han begyndte i 2010 den serie som han ville blive mest kendt for, nemlig Freestyle Friday. Han udgav mellem den 5. februar 2010 og den 3. februar 2011 en original sang hver fredag. Han fik især stor popularitet blandt Call of Duty fans på YouTube, i det han tillod youtubere som lavede Call of Duty videoer at bruge hans musik i deres videoer. 
Han udgav den 6. november 2012 sin første EP kaldet Reset. Han fortsatte med at udgive flere singler løbende over de kommende år. Han udgav sit andet album, som også ville blive han sidste, den 8. november 2016, kaldet Two Tone Rebel.

## Død
Wallace døde den 13. februar 2017 efter flere ugers sygdom, hvor han havde haft en voldsom infektion.